# Xanthophytum glomeratum
Xanthophytum glomeratum är en måreväxtart som beskrevs av Theodoric Valeton och Reinier Cornelis Bakhuizen van den Brink. Xanthophytum glomeratum ingår i släktet Xanthophytum och familjen måreväxter. Inga underarter finns listade i Catalogue of Life.